# 高山郵便局 (岐阜県)
高山郵便局（たかやまゆうびんきょく）は岐阜県高山市にある郵便局。民営化前の分類では集配普通郵便局であった。

## 概要
住所：〒506-8799 岐阜県高山市名田町五丁目95-1

## 沿革
- 1872年8月4日（明治5年7月1日） - 高山郵便取扱所として開設[1]。
- 1873年（明治6年） - 高山郵便役所となる。
- 1875年（明治8年）1月1日 - 高山郵便局（四等）となる。翌日より為替取扱を開始。
- 1879年（明治12年）12月1日 - 貯金取扱を開始。
- 1889年（明治22年）10月16日 - 高山郵便電信局となる。
- 1903年（明治36年）4月1日 - 通信官署官制の施行に伴い高山郵便局となる。
- 1964年（昭和39年）11月9日 - 高山市上二之町から、同市名田町五丁目に局舎を新築、移転[2]。
- 1982年（昭和57年）4月 - 局舎新築。
- 1991年（平成3年）10月1日 - 外国通貨の両替および旅行小切手の売買に関する業務取扱を開始。
- 2007年（平成19年）3月26日 - 三日町郵便局から「506-01xx」区域の集配業務を移管[3]。
- 2007年（平成19年）10月1日 - 民営化に伴い、併設された郵便事業高山支店に一部業務を移管。
- 2012年（平成24年）10月1日 - 日本郵便株式会社発足に伴い、郵便事業高山支店を高山郵便局に統合。
- 2016年（平成28年）8月29日 - 「506-01xx」区域の集配業務を三日町郵便局に再移管。

## 取扱内容
- 郵便、印紙、ゆうパック、内容証明
- 貯金、為替、振替、振込、国際送金、外貨両替・トラベラーズチェック、国債、投資信託
- 生命保険、バイク自賠責保険、自動車保険、がん保険、引受条件緩和型医療保険
- ゆうちょ銀行ATM
- 「506-00xx」「506-08xx」区域（高山市（合併以前からの高山市域））の集配業務
- ゆうゆう窓口

## 周辺
- 高山陣屋
- 飛騨国分寺
- 高山赤十字病院
- 宮川

## アクセス
- JR高山本線 高山駅から徒歩約6分
- 濃飛バス 名田町5停留所下車
- 中部縦貫自動車道（高山清見道路） 高山ICから南東へ約4km
- 国道158号沿い
- 駐車場あり：21台